# Money in the Bank (2012)
Money in the Bank (2012) foi um evento em pay-per-view de wrestling profissional produzido pela WWE, que ocorreu em 15 de julho de 2012, no US Airways Center em Phoenix, Arizona. Foi o terceiro evento Money in the Bank anual.
Como tradicionalmente no evento, duas lutas Money in the Bank ocorreram. Na primeira, por um contrato por uma luta pelo World Heavyweight Championship, Dolph Ziggler derrotou Damien Sandow, Tyson Kidd, Santino Marella, Christian,  Tensai, Cody Rhodes e Sin Cara. Na segunda, por um contrato por uma luta pelo WWE Championship, John Cena sagrou-se vencedor ao derrotar Chris Jericho, Big Show, The Miz e Kane.
Nas lutas pelos títulos mundiais, CM Punk manteve o WWE Championship contra Daniel Bryan, em uma luta sem desqualificações com AJ como árbitra; e Sheamus derrotou Alberto Del Rio para manter o World Heavyweight Championship.
O evento teve uma assistência de 10.800 pessoas.

## Antes do evento
Money in the Bank teve lutas de luta profissional de diferentes lutadores com rivalidades e histórias pré-determinadas que se desenvolveram no Raw e SmackDown — programas de televisão da WWE, tal como nos programas transmitidos pela internet - Superstars e NXT. Os lutadores interpretaram um vilão ou um mocinho seguindo uma série de eventos para gerar tensão, culminando em várias lutas.
No SmackDown de 22 de junho, Big Show anunciou ser o primeiro participante da luta Money in the Bank por uma chance pelo WWE Championship. No Raw de 25 de junho, John Cena anunciou que, para impedir Big Show, também participaria da luta Money in the Bank. Vickie Guerrero anunciou que apenas ex-Campeões da WWE poderiam participar da luta, e estes seriam Show, Cena, Chris Jericho e Kane.
CM Punk foi derrotado por Daniel Bryan no Raw de 25 de junho após interferência de AJ. Foi anunciado que os dois se enfrentariam pelo WWE Championship de Punk no Money in the Bank. No SmackDown de 29 de junho, Vickie Guerrero anunciou que AJ seria a árbitra da luta.
No SmackDown de 29 de junho, lutas qualificatórias para a luta Money in the Bank por uma chance pelo World Heavyweight Championship foram realizadas. Damien Sandow derrotou Zack Ryder, Tyson Kidd derrotou Jack Swagger, Santino Marella & Christian derrotaram David Otunga & Cody Rhodes e Tensai derrotou Justin Gabriel. No SmackDown de 3 de julho, Rhodes derrotou Christian, e Dolph Ziggler derrotou Alex Riley para se qualificar. A última luta qualificatória aconteceu no Raw de 9 de julho, com Sin Cara derrotando Heath Slater.

## Evento

### Pré-show
| Papel:        | Nome:                        |
| ------------- | ---------------------------- |
| Comentaristas | Jerry "The King" Lawler      |
| Comentaristas | Michael Cole                 |
| Comentaristas | Booker T                     |
| Comentaristas | Scott Stanford (Pré-show)    |
| Comentaristas | Matt Striker (Pré-show)      |
| Comentaristas | Carlos Cabrera (Espanhol)    |
| Comentaristas | Marcelo Rodríguez (Espanhol) |
| Repórter      | Josh Mathews                 |
| Repórter      | Matt Striker                 |
| Locutores     | Tony Chimel (Pré-show)       |
| Locutores     | Lilian Garcia (SmackDown)    |
| Locutores     | Justin Roberts (Raw)         |
| Árbitros      | Marc Harris                  |
| Árbitros      | John Cone                    |
| Árbitros      | Rod Zapata                   |
| Árbitros      | Mike Chioda                  |
| Árbitros      | Chad Patton                  |
| Árbitros      | Scott Armstrong              |

Antes do evento começar, um pré-show aconteceu, sendo transmitido pelo YouTube gratuitamente. Kofi Kingston e R-Truth enfrentaram Hunico e Camacho, com Truth derrotando Camacho após um What's Up? (jumping reverse STO).

### Lutas preliminares
A primeira luta da noite foi uma luta Money in the Bank entre Damien Sandow, Tyson Kidd, Santino Marella, Christian, Tensai (acompanhado por Sakamoto), Cody Rhodes, Dolph Ziggler (acompanhado por Vickie Guerrero) e Sin Cara por uma chance pelo World Heavyweight Championship. Tensai começou dominando a luta, esvaziando o ringue até que Christian e Kidd se aliaram contra ele. Mais tarde, Sandow e Christian impediram diversas vezes um ao outro de subir a escada para recuperar a maleta, culminando com Christian aplicando um Spear em Sandow em uma escada. Mais tarde, Vickie Guerrero distraiu Rhodes enquanto este subia uma escada, permitindo que Ziggler derrubasse Rhodes e escalasse, sendo impedido por Kidd. Tensai, então, colocou uma escada ligando o ringue à mesa dos comentaristas, aplicando uma powerbomb em Sin Cara na escada. Ziggler conseguiu escalar a escada e ganhar a luta.
Sheamus defendeu o World Heavyweight Championship contra Alberto Del Rio, acompanhado ao ringue por Ricardo Rodríguez, no segundo combate da noite. Sheamus venceu, aplicando um Brogue Kick em Del Rio. Após a luta, Del Rio e Rodriguez atacaram Sheamus. Ziggler tentou usar seu contrato contra Sheamus, mas foi nocauteado por um Brogue Kick antes que a luta começasse.
Prime Time Players (Titus O'Neil e Darren Young), acompanhados ao ringue por A.W. enfrentaram Epico e Primo, acompanhados por Rosa Mendes. A luta acabou com Primo aplicando um inside craddle em Young.

### Lutas principais
CM Punk defendeu o WWE Championship contra Daniel Bryan em uma luta sem desqualificações com AJ como árbitra. Bryan e Punk se enfrentaram do lado de fora do ringue, usando as barricadas um contra o outro. AJ acabou inadvertidamente nocauteada por Punk, sendo retirada da luta. Bryan usou um bastão de kendô contra Punk. Mais tarde, AJ retornou ao ringue, colocando uma cadeira de ferro no meio do ringue. Bryan pegou a cadeira e atacou Punk. Durante o restante do combate, AJ mostrou-se estar contra os dois, causando distrações e impedindo ataques violentos entre os dois. A luta acabou quando Punk aplicou um superplex em Bryan em uma mesa.
Na quinta luta da noite, Ryback derrotou Curt Hawkins e Tyler Reks. Ryback venceu após um Gorilla Press Slam em Reks. Layla, Kaitlyn e Tamina Snuka derrotaram Beth Phoenix, Natalya e Eve em seguida. Layla derrotou Phoenix após um Layout.
John Cena, Big Show, Chris Jericho e The Miz - que colocou-se na luta mais cedo durante o evento - se enfrentaram em uma luta Money in the Bank por uma chance pelo WWE Championship na última luta da noite. No início do combate, Show nocauteou todos os outros lutadores, até ser dominado por Jericho. Do lado de fora do ringue, Cena aplicou um Attitude Adjustment em Show na mesa dos comentaristas espanhóis. Após isso, os outros lutadores jogaram diversas escadas em cima de Show. Durante a luta Big Show puxou uma enorme escada, a luta acabou quando John Cena acertou Big Show com a maleta e a alça quebrou depois John Cena derrubou Big Show da escada.

## Após o evento
No SummerSlam, Sheamus voltou a derrotar Alberto Del Rio pelo World Heavyweight Championship. John Cena usou seu contrato de Money in the Bank no Raw 1000, contra CM Punk pelo WWE Championship. Cena venceu a luta por desqualificação após ataque de Big Show, não conquistando o título e tornando-se o primeiro lutador a usar o contrato Money in the Bank e não ganhar o título.

## Recepção
O evento recebeu críticas mistas. O website canadense Canadian Online Explorer deu ao evento nota 7, com a melhor luta da noite sendo entre Bryan e Punk, e as piores, a de Ryback e a das Divas. O tabloide inglês The Sun deu ao evento nota 6, congratulando a luta entre Punk e Bryan, mas questionando a decisão de ter a luta Money in the Bank com a vitória de Cena depois da luta pelo WWE Championship.

## Resultados
| Nº                                          | Resultados | Estipulações                                                                            | Tempo |
| ------------------------------------------- | --- | --------------------------------------------------------------------------------------- | ----- |
| Pré- show                                   | R-Truth e Kofi Kingston derrotaram Hunico e Camacho                                                                                               | Luta de duplas                                                                          | 8:22  |
| 1                                           | Dolph Ziggler (com Vickie Guerrero) derrotou Tyson Kidd, Santino Marella, Christian, Tensai (com Sakamoto), Cody Rhodes, Sin Cara e Damien Sandow | Luta Money in the Bank por um contrato por uma luta pelo World Heavyweight Championship | 18:23 |
| 2                                           | Sheamus (c) derrotou Alberto Del Rio (com Ricardo Rodriguez)                                                                                      | Luta individual pelo World Heavyweight Championship                                     | 14:24 |
| 3                                           | Epico e Primo (com Rosa Mendes) derrotaram Prime Time Players (Titus O'Neil e Darren Young) (com A.W.)                                            | Luta de duplas                                                                          | 9:30  |
| 4                                           | CM Punk (c) derrotou Daniel Bryan | Luta sem desqualificações pelo WWE Championship com AJ como árbitra                     | 27:42 |
| 5                                           | Ryback derrotou Curt Hawkins e Tyler Reks | Luta 2-contra-1                                                                         | 4:21  |
| 6                                           | Layla, Kaitlyn e Tamina Snuka derrotaram Beth Phoenix, Natalya e Eve                                                                              | Luta de trios                                                                           | 3:19  |
| 7                                           | John Cena derrotou Big Show, Chris Jericho, Kane e The Miz                                                                                        | Luta Money in the Bank por um contrato por uma luta pelo WWE Championship               | 20:15 |
| (c) – Refere-se aos campeões antes da luta. | |                                                                                         |       |